# Pre-tRNA スプライシング
pre-tRNAスプライシングは、tRNA前駆体の受けるスプライシング反応である。広範囲な生物種に認められる。反応基質がpre-tRNAであることからpre-tRNAスプライシングと呼ばれるが、それを支配するいくつかの異なった機構が存在すると考えられている。

## 概要
バクテリアで知られるpre-tRNAイントロンは自己スプライシングイントロンであり、一方最も詳細に解析の行われた出芽酵母のpre-tRNAイントロンはヌクレアーゼによる切断とライゲースによる結合、フォスフォトランスフェレースによる残存リン酸基の除去を特徴とする (reviewed in Abelson et al., 1998)。古細菌にもヌクレアーゼ切断型のイントロンが存在している。以下主に酵母pre-tRNAスプライシングについて記述する。
出芽酵母では約二割のtRNA遺伝子にイントロンが存在し、全てがアンチコドンループに見られる。イントロンの認識とその除去は、ヘテロテトラマーとして働くエンドヌクレアーゼによって行われ、ATPを必要としない。このヌクレアーゼは、核膜の内膜上で機能すると一般に考えられているが、近年Yoshihisa等によるミトコンドリア膜局在型の活性の重要性が報告され、細胞質で機能する可能性が議論されている (Yoshihisa et al., 2003)。イントロン認識にはpre-tRNAが形作っている、イントロン以外の立体構造が重要な役割を果たし、イントロン周辺の一次配列はあまり重要ではないと考えられている。これはスプライセオソーマルイントロンの認識機構とは異なっている。イントロンが切除された後、エクソンの両末端は5'-OHと2',3'-Pという特異な形態となる。次の段階では、サイクリックフォスフォジエステレースがATPを使って2',3'-Pを2'-Pとし、3'にはOH基が残る。一方5'末端にはカイネースによってリン酸基が付加され5'-Pとなる。ここでようやく5'-Pと3'-OHという一般的な末端が与えられ、2つのRNA分子はtRNAライゲースによって再結合されることができる。しかし、連結部の2'には余剰のリン酸基が残るため、2'-フォスフォトランスフェレースがこれをNADへ転移させることによって全ての反応が集結する。古細菌ではイントロンの存在する位置に明確な規則は見られないが、スプライスサイトの構造にある程度の保存性が見いだされており、これが認識に関わる可能性が示唆されている。脊椎動物では5'-OHと2',3'-Pを直接結合する経路の存在も知られる。
また、酵母pre-tRNAスプライシングに類似した機構が、ある種のmRNAで発現制御に使用されている例も知られている。このスプライシングの制御は蛋白質のコンフォメーション異常に反応するシグナル伝達経路の一部を構成している。転写因子であるHac1pのmRNAは、カイネース活性も持ち合わせている膜蛋白質Ire1pのヌクレアーゼ活性によってイントロンが除去される。また、tRNAライゲースによって連結されることが示されている (Sidrauski and Walter, 1997; Gonzalez et al., 1999)。この一連の過程によってHac1mRNAの翻訳活性が増大し、Hac1p蛋白質が大量に合成されて、下流の遺伝子群の転写活性化が起こると考えられている。